# Rodrigo Kenton
Rodrigo Kenton Johnson, né le 5 mars 1955, est un ancien joueur et entraîneur de football costaricien. En tant que joueur, il était surnommé La Bomba.

## Biographie
Après une carrière de joueur dans le Championnat du Costa Rica (ponctué d'un titre de champion en 1981 avec le Deportivo Saprissa), Kenton devient en 1989 l'entraîneur-assistant de Bora Milutinović dans l'équipe du Costa Rica de football qui atteint le deuxième tour de la Coupe du monde de 1990. Après quelques expériences en tant qu'entraîneur de club au Costa Rica, il redevient l'assistant de Bora Milutinović dans l'équipe du Nigeria de football pendant la Coupe du monde de 1998.
Il prend ensuite en charge l'équipe espoirs du Costa Rica, avec laquelle il se qualifie pour le Tournoi de football des Jeux olympiques d'été de 2004. Il est ensuite sélectionné par la FIFA pour être membre du Technical Study Group de la Coupe du monde 2006, un groupe d'étude chargé d'étudier les évolutions techniques et tactiques du jeu.
Il devient entraîneur de l'équipe du Guatemala des moins de vingt ans en 2006. En juin 2008, il est nommé sélectionneur du Costa Rica par Eduardo Lee, le président de la Fédération du Costa Rica de football. En juillet 2009, il permet au Costa Rica d'atteindre les demi-finales de la Gold Cup 2009 ou son équipe est éliminée par le Mexique aux tirs au but. Le 15 septembre 2009, il est limogé de son poste après trois défaites consécutives du Costa Rica lors des qualifications pour la Coupe du monde 2010.